# Брдска класификација на Вуелта а Еспањи
Брдска класификација на Вуелта а Еспањи је једна од другостепених класификација на етапној бициклистичкој трци Вуелта а Еспањи. Поени за брдску класификацију додељују се возачима који пређу први преко означених брдских циљева. За разлику од Тур де Франса где су брдски циљеви подељени у пет категорија, на Вуелта а Еспањи су подељени у четири категорије. На највећем успону додељују се екстра бодови, чима Алберто Фернандез награда.

## Историја
Брдска класификација на Вуелти је присутна од првог издања трке 1935. Одржавана је сваке године, осим у годинама када трка није одржавана. Први победник је Италијан Едоардо Молинар.
До 2005. лидеру брдске класификације је додељивана зелена мајица, од 2006. до 2010. наранџаста, а од 2010. тачкаста мајица, бела мајица са плавим тачкама.

## Правила
Организатори Вуелте одлучују који ће се успони наћи на трци и којој категорији припадају. Најмање поена добија се за успоне треће категорије, док највише поена носи Чима Алберто Фернандез.
| Тип                    | 1  | 2  | 3  | 4 | 5 | 6 |
| ---------------------- | -- | -- | -- | - | - | - |
| Чима Алберто Фернандез | 20 | 15 | 10 | 6 | 4 | 2 |
| највећи брдски циљеви  | 15 | 10 | 6  | 4 | 2 |   |
| 1 категорија           | 10 | 6  | 4  | 2 | 1 |   |
| 2 категорија           | 5  | 3  | 1  |   |   |   |
| 3 категорија           | 3  | 2  | 1  |   |   |   |

## Победници
Победници брдске класификације.
- 2024.  Џеј Вајн
- 2023.  Ремко Евенепул
- 2022.  Ричард Карапаз
- 2021.  Мајкл Сторер
- 2020.  Гијом Мартен
- 2019.  Жофри Бушар
- 2018.  Томас де Гент
- 2017.  Давиде Вилела
- 2016.  Омар Фраиле
- 2015.  Омар Фраиле
- 2014.  Луис Леон Санчез
- 2013.  Никола Еде
- 2012.  Сајмон Кларк
- 2011.  Давид Монкутје
- 2010.  Давид Монкутје
- 2009.  Давид Монкутје
- 2008.  Давид Монкутје
- 2007.  Денис Мењшов
- 2006.  Егои Мартинез
- 2005.  Хоаким Родригез
- 2004.  Феликс Карденас
- 2003.  Феликс Карденас
- 2002.  Аитор Оса
- 2001.  Хосе Марија Хименез
- 2000.  Карлос Састре
- 1999.  Хосе Марија Хименез
- 1998.  Хосе Марија Хименез
- 1997.  Хосе Марија Хименез
- 1996.  Тони Ромингер
- 1995.  Лоран Жалабер
- 1994.  Лик Лебланк
- 1993.  Тони Ромингер
- 1992.  Карлос Ернандез
- 1991.  Луис Ерера
- 1990.  Хосе Мартин Фарфан
- 1989.  Оскар Варгас
- 1988.  Алваро Пино
- 1987.  Луис Ерера
- 1986.  Хосе Луис Лагуија
- 1985.  Хосе Луис Лагуија
- 1984.  Фелипе Јањез
- 1983.  Хосе Луис Лагуија
- 1982.  Хосе Луис Лагуија
- 1981.  Хосе Луис Лагуија
- 1980.  Хуан Фернандез
- 1979.  Фелипе Јањез
- 1978.  Андрес Олива
- 1977.  Педро Торес
- 1976.  Андрес Олива
- 1975.  Андрес Олива
- 1974.  Хосе Луис Абиљера
- 1973.  Хосе Луис Абиљера
- 1972.  Хосе Луис Фуенте
- 1971.  Јоп Зутемелк
- 1970.  Агустин Тамамес
- 1969.  Луис Окања
- 1968.  Франсиско Габика
- 1967.  Маријано Дијаз
- 1966.  Грегорио Сан Мигел
- 1965.  Хулио Хименез
- 1964.  Хулио Хименез
- 1963.  Хулио Хименез
- 1962.  Антонио Кармани
- 1961.  Антонио Кармани
- 1960.  Антонио Кармани
- 1959.  Антонио Суарез
- 1958.  Федерико Бамонтес
- 1957.  Федерико Бамонтес
- 1956.  Нино Дефилипис
- 1955.  Ђузепе Бурати
- 1951—54. Трка се није одржавала
- 1950.  Емилио Родригез
- 1949. Трка се није одржавала
- 1948.  Бернардо Руиз
- 1947.  Емилио Родригез
- 1946.  Емилио Родригез
- 1945.  Хулијан Берендеро
- 1943—44. Други светски рат
- 1942.  Хулијан Берендеро
- 1941.  Фермин Труеба
- 1937—1940. Шпански цивилни рат
- 1936.  Салвадор Молина
- 1935.  Едоардо Молинар

### Вишеструки победници
| Позиција | Име                 | Држава     | Број победа | Године                       |
| -------- | ------------------- | ---------- | ----------- | ---------------------------- |
| 1.       | Хосе Луис Лагуија   | Шпанија    | 5           | 1981, 1982, 1983, 1985, 1986 |
| 2.       | Хосе Марија Хименез | Шпанија    | 4           | 1997, 1998, 1999, 2001       |
| 2.       | Давид Монкутје      | Француска  | 4           | 2008, 2009, 2010, 2011       |
| 4.       | Емилио Родригез     | Шпанија    | 3           | 1946, 1947, 1950             |
| 4.       | Антонио Кармани     | Шпанија    | 3           | 1960, 1961, 1962             |
| 4.       | Хулио Хименез       | Шпанија    | 3           | 1963, 1964, 1965             |
| 4.       | Андрес Олива        | Шпанија    | 3           | 1975, 1976, 1978             |
| 8.       | Хулијан Берендеро   | Шпанија    | 2           | 1942, 1945                   |
| 8.       | Федерико Бамонтес   | Шпанија    | 2           | 1957, 1958                   |
| 8.       | Хосе Луис Абиљера   | Шпанија    | 2           | 1973, 1974                   |
| 8.       | Фелипе Јањез        | Шпанија    | 2           | 1979, 1984                   |
| 8.       | Луис Ерера          | Колумбија  | 2           | 1987, 1991                   |
| 8.       | Тони Ромингер       | Швајцарска | 2           | 1993, 1996                   |
| 8.       | Феликс Карденас     | Колумбија  | 2           | 2003, 2004                   |
| 8.       | Омар Фраиле         | Шпанија    | 2           | 2015, 2016                   |

### По државама
| Држава     | Број бициклиста који су победили | Број победа |
| ---------- | -------------------------------- | ----------- |
| Шпанија    | 30                               | 50          |
| Француска  | 6                                | 9           |
| Колумбија  | 4                                | 6           |
| Италија    | 4                                | 4           |
| Аустралија | 3                                | 3           |
| Швајцарска | 1                                | 2           |
| Русија     | 1                                | 1           |
| Холандија  | 1                                | 1           |
| Белгија    | 1                                | 1           |
| Еквадор    | 1                                | 1           |